# Music for the Masses
Music for the Masses este al șaselea album de studio al formației Depeche Mode. Turneul de promovare a acestui album s-a încheiat cu concertul de la Rose Bowl, Pasadena. Acel concert a fost înregistrat și a fost lansat apoi ca album live, precum și pe video.

## Ediții și conținut

### Ediția originală
Ultimele patru piese sunt notate ca "extra tracks".
Ediție comercială în Marea Britanie
- cat.# CD STUMM 47 (album pe CD, lansat de Mute)

Ediție comercială în SUA
- cat.# 25614-1 (album pe CD, lansat de Sire)

Ediție comercială în Japonia
- cat.# 32XB-195 (album pe CD, lansat de Alfa Records)
- cat.# ALCB-729 (album pe CD, lansat de Alfa Records), reeditare
- cat.# PCCY-00579 (album pe CD, lansat de Pony Canyon), reeditare
- cat.# TOCP-3290 (album pe CD, lansat de Toshiba - EMI), reeditare

1. "Never let me down again" (Album Version) - 4:47
2. "The things you said" (Album Version) - 4:02
3. "Strangelove" (Album Version) - 4:56
4. "Sacred" (Album Version) - 4:47
5. "Little 15" (Album Version) - 4:18
6. "Behind the wheel" (Album Version) - 5:18
7. "I want you now" (Album Version) - 3:44
8. "The have and to hold" (Album Version) - 2:51
9. "Nothing" (Album Version) - 4:17
10. "Pimpf" (Album Version) - 3:54
  - "Interlude #1 - Mission impossible" (hidden track), la sfârșitul piesei "Pimpf", fără să fie menționat la cuprins, se află un interludiu practic instrumental. Este primul interludiu care deschide seria celor patru numerotate, întinsă de la acest album (1987) până la "Songs of faith and devotion" (1993).
11. "Agent Orange" (Single Version) - 5:05 (bonus track)
12. "Never let me down again" (Aggro Mix) - 4:54 (bonus track)
13. "To have and to hold" (Spanish Taster) - 2:36 (bonus track)
14. "Pleasure, little treasure" (Glitter Mix) - 5:38 (bonus track)

### Ediția pe vinil (12")
Lipsesc "extra tracks" de pe varianta originală, pe CD.
Ediție comercială în Marea Britanie
O parte dintre primele discuri au avut discul din vinil transparent.
- cat.# STUMM 47 (album pe disc de vinil de 12", lansat de Mute)

Ediție comercială în SUA
- cat.# 25614-1 (album pe disc de vinil de 12", lansat de Sire)

Ediție comercială în Japonia
- cat.# ALI-28070 (album pe disc de vinil de 12", lansat de Alfa Records)

fața A:
1. "Never let me down again" (Album Version) - 4:47
2. "The things you said" (Album Version) - 3:55
3. "Strangelove" (Album Version) - 4:56
4. "Sacred" (Album Version) - 4:43
5. "Little 15" (Album Version) - 4:14

fața B:
1. "Behind the wheel" (Album Version) - 5:17
2. "I want you now" (Album Version) - 3:44
3. "The have and to hold" (Album Version) - 2:51
4. "Nothing" (Album Version) - 4:13
5. "Pimpf" (Album Version) - 3:54
  - "Interlude #1 - Mission impossible" (hidden track), la sfârșitul piesei "Pimpf", fără să fie menționat la cuprins, se află un interludiu practic instrumental. Este primul interludiu care deschide seria celor patru numerotate, întinsă de la acest album (1987) până la "Songs of faith and devotion" (1993).

### Ediția pe casetă audio (MC)
Ediție comercială în Marea Britanie
A existat și o ediție care avea pe fața B albumul "Black Celebration". Pe această variantă piesele "extra tracks" se găsesc pe fața B.
- cat. C STUMM 47 (album pe casetă audio, lansat de Mute)

Ediție comercială în SUA
- cat.# 25614-4 (album pe casetă audio, lansat de Sire)

Ediție promoțională în SUA
- cat.# WB-25614 (album promoțional pe casetă audio, lansat de Sire, în avans)

Ediție comercială în SUA
- cat.# AIC-28033 (album pe casetă audio, lansat de Alfa Records)

fața A:
1. "Never let me down again" (Album Version) - 4:47
2. "The things you said" (Album Version) - 4:02
3. "Strangelove" (Album Version) - 4:56
4. "Sacred" (Album Version) - 4:47
5. "Little 15" (Album Version) - 4:18
6. "Behind the wheel" (Album Version) - 5:18
7. "I want you now" (Album Version) - 3:44
8. "The have and to hold" (Album Version) - 2:51
9. "Nothing" (Album Version) - 4:17
10. "Pimpf" (Album Version) - 3:54
  - "Interlude #1 - Mission impossible" (hidden track), la sfârșitul piesei "Pimpf", fără să fie menționat la cuprins, se află un interludiu practic instrumental. Este primul interludiu care deschide seria celor patru numerotate, întinsă de la acest album (1987) până la "Songs of faith and devotion" (1993).

fața B:
1. "Agent Orange" (Single Version) - 5:05 (bonus track)
2. "Never let me down again" (Aggro Mix) - 4:54 (bonus track)
3. "To have and to hold" (Spanish Taster) - 2:36 (bonus track)
4. "Pleasure, little treasure" (Glitter Mix) - 5:38 (bonus track)

### Ediția remasterizată pe un CD
Ediție comercială în Marea Britanie
Nu conține "extra tracks".
- cat.# CDX STUMM 47 (album pe CD, lansat de Mute, album remasterizat), lansat la 3 aprilie 2006, reeditare

1. "Never let me down again" (Album Version) - 4:47
2. "The things you said" (Album Version) - 4:02
3. "Strangelove" (Album Version) - 4:56
4. "Sacred" (Album Version) - 4:47
5. "Little 15" (Album Version) - 4:18
6. "Behind the wheel" (Album Version) - 5:18
7. "I want you now" (Album Version) - 3:44
8. "The have and to hold" (Album Version) - 2:51
9. "Nothing" (Album Version) - 4:17
10. "Pimpf" (Album Version) - 3:54
  - "Interlude #1 - Mission impossible" (hidden track), la sfârșitul piesei "Pimpf", fără să fie menționat la cuprins, se află un interludiu practic instrumental. Este primul interludiu care deschide seria celor patru numerotate, întinsă de la acest album (1987) până la "Songs of faith and devotion" (1993).

### Ediția remasterizată, cu bonus DVD (SACD/CD+DVD)
DVD-ul conține albumul în format 5.1 format, câteva piese adiționale luate din single-urile extrase de pe albumul inițial și un documentar; piesele sunt în fapt b-side-urile single-urilor și "extra tracks" din varianta originală. Piesele adiționale și documentarul nu sunt în format 5.1, ci în format PCM Stereo.
Ediție comercială în Marea Britanie (SACD+DVD)
- cat.# DM CD 6 (album pe SACD+DVD, lansat de Mute, album remasterizat), lansat la 3 aprilie 2006, reeditare

Ediție comercială în SUA (CD+DVD)
- cat.# RR 77592 (album pe CD+DVD, lansat de Mute, album remasterizat), lansat la 6 aprilie 2006, reeditare

SACD (în Marea Britanie) / CD (în SUA):
1. "Never let me down again" (Album Version) - 4:47
2. "The things you said" (Album Version) - 4:02
3. "Strangelove" (Album Version) - 4:56
4. "Sacred" (Album Version) - 4:47
5. "Little 15" (Album Version) - 4:18
6. "Behind the wheel" (Album Version) - 5:18
7. "I want you now" (Album Version) - 3:44
8. "The have and to hold" (Album Version) - 2:51
9. "Nothing" (Album Version) - 4:17
10. "Pimpf" (Album Version) - 3:54
  - "Interlude #1 - Mission impossible" (hidden track), la sfârșitul piesei "Pimpf", fără să fie menționat la cuprins, se află un interludiu practic instrumental. Este primul interludiu care deschide seria celor patru numerotate, întinsă de la acest album (1987) până la "Songs of faith and devotion" (1993).

DVD:
1. "Never let me down again" (Album Version) - 4:47
2. "The things you said" (Album Version) - 4:02
3. "Strangelove" (Album Version) - 4:56
4. "Sacred" (Album Version) - 4:47
5. "Little 15" (Album Version) - 4:18
6. "Behind the wheel" (Album Version) - 5:18
7. "I want you now" (Album Version) - 3:44
8. "The have and to hold" (Album Version) - 2:51
9. "Nothing" (Album Version) - 4:17
10. "Pimpf" (Album Version) - 3:54
  - "Interlude #1 - Mission impossible" (hidden track), la sfârșitul piesei "Pimpf", fără să fie menționat la cuprins, se află un interludiu practic instrumental. Este primul interludiu care deschide seria celor patru numerotate, întinsă de la acest album (1987) până la "Songs of faith and devotion" (1993).
11. "Agent Orange" (Single Version) - 5:05
12. "Pleasure, little treasure" (Single Version) - 2:52
13. "Route 66" (Single Version) - 4:09
14. "Stjarna" (Single Version) - 4:23
15. "Sonata No. 14" (Single Version) - 3:36
16. "Agent Orange" (Single Version) - 5:05
17. "Never let me down again" (Aggro Mix) - 4:54
18. "To have and to hold" (Spanish Taster) - 2:33
19. "Pleasure, little treasure" (Glitter Mix) - 5:34
20. "Depeche Mode: 1987-1988" (Sometimes you need new jokes) - 37:02

## Single-uri

### În Marea Britanie
1. "Strangelove" (13 aprilie 1987)
2. "Never Let Me Down Again" (24 august 1987)
3. "Behind the Wheel" (28 decembrie 1987)
4. "Little 15" (16 mai 1988)

### În SUA
1. "Strangelove" (20 mai 1987)
2. "Never Let Me Down Again" (29 septembrie 1987)
3. "Behind the Wheel" (5 aprilie 1988)
4. "Strangelove '88" (23 august 1988)